# Ana Maria Strada (1569-1629)
Ana Maria Strada (1569 – 1629) también conocida como Ana Maria Stradová y Catalina Strada, fue la amante del emperador del Sacro Imperio Romano Germánico Rodolfo II de Habsburgo, con quien tuvo seis hijos.

## Biografía
Kateřina Stradová era hija del pintor Octavio Strada el Viejo, hermana del pintor Octavio Strada el Joven y nieta del mercader, anticuario y cortesano Jacopo Strada. Se convirtió en amante de Rodolfo II cuando aun no había cumplido quince años. Le fue dado el título de condesa. Tuvieron seis hijos, pero sólo su hijo mayor está bien atestiguado en los registros históricos. El emperador procuró su comodidad y educación, pero nunca los legitimó. Ana Maria fue descrita como brillante y atenta, educada en Viena, y se decía que tenía rasgos finos y elegantes.

## Descendencia
Tuvo seis hijos con Rodolfo II:
- Julio César de Austria (1584/1585-1609).
- Matías de Austria (?-1619), criado por los jesuitas en Graz, religioso.
- Carlos de Austria (?-1650 ca.), militar, participó en la guerra contra los otomanos y en la Guerra de los Treinta Años.
- Carolina de Austria (1600-1662), casada con el conde de Contecroy.
- Isabel de Austria, monja en Viena.
- Ana Dorotea de Austria (1612-1694), monja en Madrid.